# Yuka (mammouth)
Pour les articles homonymes, voir Yuka.
Yuka est un jeune mammouth laineux femelle découvert en 2012 dans une falaise sur les berges de la mer des Laptev, dans le nord de la Sibérie.
Âgée d'environ neuf à dix ans au moment de sa mort, datée d'environ 39 000 ans avant le présent, Yuka est munie d'une fourrure blond-roux.
Elle porte des traces d'attaque par un grand félin, peut-être par un lion des cavernes européen (Panthera leo spelaea) ainsi que des incisions régulières qui pourraient avoir été pratiquées par des hommes, ce qui en ferait le plus ancien témoignage connu d'interaction entre un homme et un mammouth.